# NGC 1580
NGC 1580 é uma galáxia espiral (Sbc) localizada na direcção da constelação de Eridanus. Possui uma declinação de -05° 10' 45" e uma ascensão recta de 4 horas, 28 minutos e 18,4 segundos.
A galáxia NGC 1580 foi descoberta em 18 de Janeiro de 1877 por Édouard Jean-Marie Stephan.